# Heinrich Helferich
Heinrich Helferich (Tubinga, 4 maggio 1851 – Eisenach, 18 dicembre 1945) è stato un chirurgo tedesco.

## Biografia
Era il padre del chimico Burckhardt Helferich (1887-1982). Ha studiato medicina alle università di Monaco e Lipsia, ricevendo il dottorato a Monaco di Baviera nel 1874. Dopo la laurea, ha lavorato come assistente di Christian Wilhelm Braune e Karl Thiersch presso l'Università di Lipsia, ottenendo la sua abilitazione per la chirurgia nel 1877. Nel 1879 è tornato a Monaco come direttore del policlinico chirurgico universitario. Nel 1884 è diventato professore, e durante l'anno successivo, si trasferì all'Università di Greifswald come professore ordinario e direttore della clinica chirurgica. Nel 1899 è stato il successore di Friedrich von Esmarch come presidente di chirurgia presso l'Università di Kiel.

## Opere principali
- Die antiseptische Wundbehandlung in ihren Erfolgen und Wirkungen, 1892.
- Atlas und Grundriss der traumatischen Frakturen und Luxationen (7ª edizione, 1906). Tradotto in inglese come Atlas and epitome of traumatic fractures and dislocations, (1902).[1]